# Липовецька сільська рада (Кагарлицький район)
| Липовецька сільська рада — колишній орган місцевого самоврядування у Кагарлицькому районі Київської області з адміністративним центром у с. Липовець. Історична дата утворення: в 1988 році. Водоймища на території, підпорядкованій даній раді: річка Расава. Сільській раді підпорядковані населені пункти: - с. Липовець |

## Склад ради
Рада складалася з 14 депутатів та голови.

### Керівний склад ради
| ПІБ                        | Основні відомості                                                         | Дата обрання | Дата звільнення |
| -------------------------- | ------------------------------------------------------------------------- | ------------ | --------------- |
| Тищенко Олександр Іванович | Сільський голова, 1975 року народження, освіта                            | 26.03.2006   | 31.10.2010      |
| Тесленко Василь Григорович | Сільський голова, 1960 року народження, освіта вища, член Партії регіонів | 31.10.2010   |                 |

Примітка: таблиця складена за даними джерела